# Napfáklya
A napfáklya környezeténél világosabb terület a Nap fotoszférájában.
Napfáklyákat már az első távcsöves megfigyelők is észleltek a 17. században, és azokat latinul faculának nevezték; az angol szakirodalom ma is ezt a nevet használja.
A fáklyák alakja általában elnyúlt, füzérszerű. Nagyobb felbontású felvételeken apró fényes pontok, ún. fáklyapontok sokaságára bonthatók. Környezetüknél nagyobb fényességük az anyag magasabb hőmérsékletére vezethető vissza. Alacsonyabb naprajzi szélességeken napfáklyák csak az aktív vidékeken figyelhetők meg; a magas szélességeken látható ún. poláris fáklyák esetében ugyanakkor nem tisztázott, hogy az aktív vidékekhez hasonló kétpólusú mágneses területek-e.
A fáklyák elsősorban a napkorong pereme közelében láthatók jól, itt a fáklyapontokban a hőmérséklet átlagosan 300 kelvinnel haladja meg a környező fotoszféra 5700 K-es hőmérsékletét. A napkorong közepe felé haladva a fáklyák kontrasztja csökken, és a korong közepén speciális szűrő nélkül gyakorlatilag nem láthatók.
A mágneses mérések szerint a fáklyapontok ott találhatók, ahol a Nap felszínét vékony (mintegy {\displaystyle 10^{18}}Mx{\displaystyle =10^{11}}Wb fluxusú, néhány száz km átmérőjű) mágneses erővonalcsövek (fluxuscsövek) metszik át. A fáklyapontok tehát a napfoltok "kistestvérei", hiszen mindkét jelenség a fotoszféra erősen mágnesezett területén észlelhető, s az erővonalcső vastagságától függően látjuk őket a környezetnél sötétebbnek (kb. {\displaystyle 10^{19}}Mx fölötti mágneses fluxus esetén) ill. világosabbnak (ennél kisebb mágneses fluxusnál).

## A fáklyajelenség magyarázata
A fluxuscsövekben az erős mágneses tér meggátolja a Napban termelődő energia konvektív áramlások révén történő kiszállítását. (A konvektív áramlásokhoz szükséges körforgás ui. a befagyás tétele miatt nem jöhet létre.) Ennek következtében a csőben a gáz lehűl és összezsugorodik, vagyis a csőben a Nap felszíne a környezethez képest mélyebbre kerül. Bár a csőben az anyag hűvösebb, mint vele azonos szinten a csövön kívül, kellően vékony csövek esetében a forróbb környező plazma sugárzása ezt a hőkülönbséget jelentősen mérsékli, így a cső belsejében a napfelszín hőmérséklete közel azonos lesz a csövön kívüli (magasabban fekvő) napfelszínével. Emiatt tehát a csövek "feneke" a napfelszínhez hasonló fényességűnek látszik. (Ezzel szemben a vastagabb csövek esetében a kívülről beszivárgó hő nem tudja a belső hőmérsékletet ilyen mértékben megemelni, ezért a cső "fenekét" sötétebbnek látjuk - ez a napfoltok esete.)
Ha a fáklyapontra, amely tehát a napfelszínen keskeny "gödör" vagy "akna", rézsútosan tekintünk, akkor láthatóvá válik az "akna" fala, amit a kiürült erővonalcsövön kívüli, a rendes napfelszínnél mélyebben fekvő, tehát annál forróbb plazma alkot. Ez a "forró fal effektus" az oka annak, hogy a napkorong pereméhez közel (ahol tehát tekintetünk erősen rézsútosan hatol be a függőleges helyzetű erővonalcsövekbe) a csövek helyén fényes területek láthatók.
A fáklyajelenség fent vázolt magyarázatát, az ún. forró fal modellt (Spruit 1976) fényesen beigazolták a Kanári-szigeteken álló, felújított svéd naptávcsővel (SST) 2004-ben készített felvételek. Ezeken a nagy felbontású képeken tisztán látható, hogy a forró granulák oldala válik helyenként láthatóvá fáklyapontok képében (Lites et al. 2004).

## Rokon jelenségek
Napfáklyáknak szűken véve a fehér fényben (azaz speciális szűrő nélkül) készült felvételeken látható fényes területeket nevezzük. Speciális szűrőkön keresztül azonban hasonló jelenségek kiterjedtebben tapasztalhatók.

### Hα{\displaystyle H_{\alpha }}-plázsok ("kromoszferikus fáklyák")
A Nap egyik legerősebb színképvonala, a hidrogén {\displaystyle H_{\alpha }}-vonalának hullámhosszán készült felvételeken az aktív vidékeken, a napfoltok között kiterjedt fényes területek láthatók, melyeket korábban gyakran kromoszferikus fáklyáknak neveztek. Mára világossá vált, hogy ezek eredetüket tekintve jelentősen különböznek a fotoszferikus fáklyajelenségtől, ezért a fenti félrevezető elnevezés helyett inkább {\displaystyle H_{\alpha }}-plázsnak nevezik őket (az ionizált kalciumvonalak hullámhosszán megfigyelt, hasonló plázs-területek mintájára).  A forró fal modell helyett a forró felhő modell magyarázza őket, azaz a kromoszféra, amit e hullámhosszakon látunk, itt melegebb, mint másutt. A magasabb hőmérséklet oka az, hogy a mágneses fluxuscsövön belüli, ritka gáz nagyobb átlátszósága miatt a csövön belül a hőmérséklet a magassággal lassabban csökken, mint azon kívül. Emellett szerepet játszhatnak a csőben terjedő, energiát szállító hullámok is.

### Fényes pontok a G-sávban és filigré
A napszínkép ún. G-sávjának hullámhosszán a fáklyapontoknál is apróbb fényes pontocskák sokasága látható. Ezek a fáklyapontokkal szemben az aktív vidékeken kívül a napkorong közepén is láthatók, a nyugodt napfelszínen is mindenfelé előfordulnak, s részben a fáklyapontoknál is vékonyabb mágneses erővonalcsöveknek felelnek meg.
A fényes pontok magyarázata a következő. A G-sáv létrejöttéért a CH-"molekula" (a vegyészek inkább gyöknek neveznék, az asztrofizikusok azonban nem tesznek különbséget) felelős; a mágneses erővonalcsövek fölötti, fent ismertetett melegebb rétegekben azonban a CH-molekula lebomlik, így e hullámhosszakon a naplégkör a cső belsejében átlátszóbb, mint azon kívül. Ezért a csövön belüli és azon kívüli felszín szintkülönbsége nagyobb, és a gödör alját ténylegesen a környező napfelszínnél fényesebbnek látjuk, ez magyarázza jobb láthatóságukat. A forró fal effektus mindemellett itt is fontos szerepet játszik.
A jelenség megfigyelhető a H-alfa színképvonal szárnyában is: ez az ún. filigré (ang. filigree).